# Rue du Petit-Champlain
Pour les articles homonymes, voir Petit Champlain et Champlain.
La rue du Petit-Champlain est une voie de Québec, au Canada.

## Situation et accès
Cette rue piétonne du Petit Champlain est située au bas du Cap Diamant dans la basse ville du Vieux-Québec.
On ne doit pas la confondre avec la rue Champlain située plus à l'ouest dans le petit quartier de Cap-Blanc. L'éboulement de 1889 à Québec a coupé l'une de l'autre.

## Origine du nom
Son nom rappelle qu'à l'origine ce petit sentier menait à la fontaine de Champlain.

## Historique
Au XVIIe siècle, la voie n'était qu'un sentier qui menait à la fontaine de Champlain. C'est en 1688 que le petit sentier devient la rue des Meulles qui tire son nom de Jacques de Meulles, intendant de la Nouvelle-France de 1682 à 1686. En 1792, la rue De Meulles est inscrite au recensement sous le nom de rue Champlain, puis sur une carte datant de 1874, on retrouve la Petite rue Champlain pour ne pas confondre avec la Grande rue Champlain.
Au XIXe siècle, durant la grande famine en Irlande, beaucoup d'Irlandais immigrent au Canada et trouvent du travail dans les chantiers maritimes de la ville de Québec. Ils s'établissent dans la rue Champlain à Cap-Blanc, la rue du Cul-de-Sac et la Petite rue Champlain. Ils appelaient celle-ci la rue « Little Champlain Street », et au fil du temps les francophones traduisirent littéralement ce terme en « rue du Petit-Champlain ». Vers 1960, la dénomination de la rue prit officiellement le nom qu'on lui connait aujourd'hui.

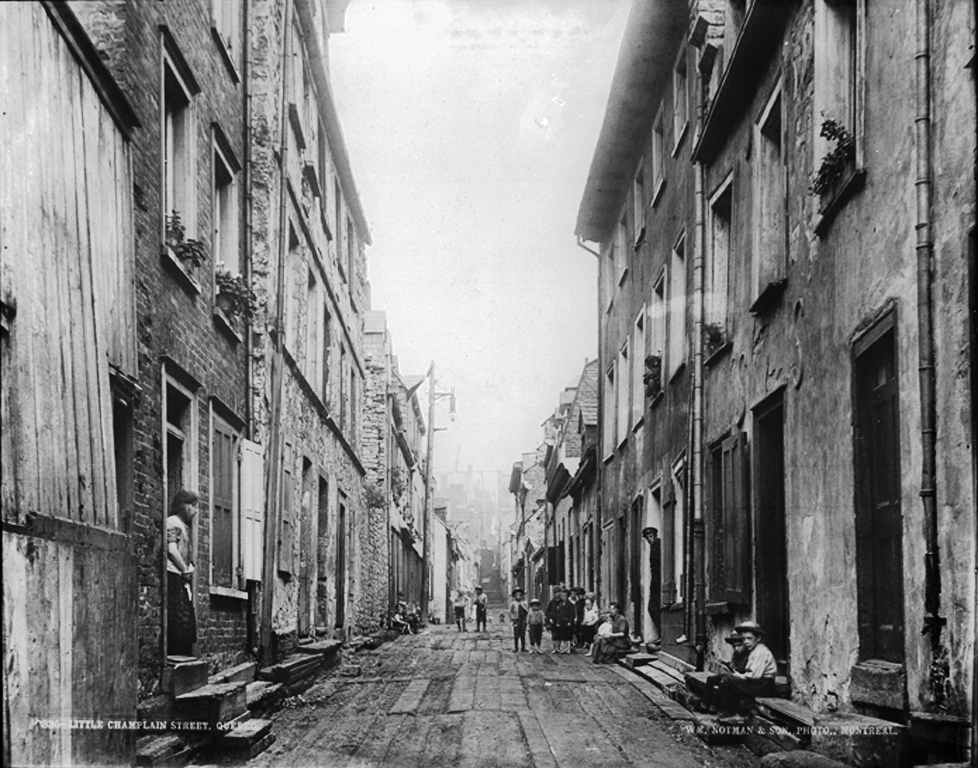
1890
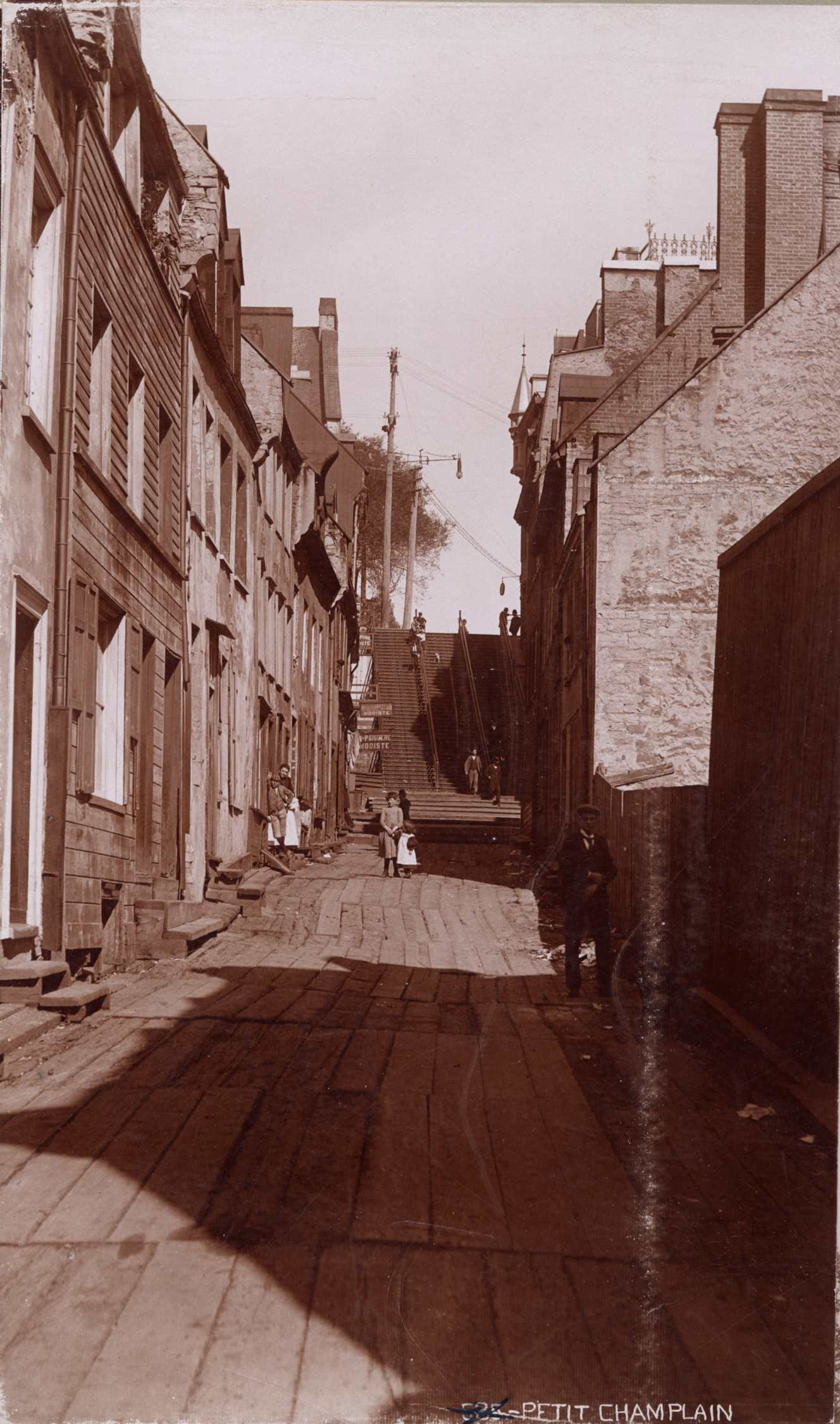
vers 1900
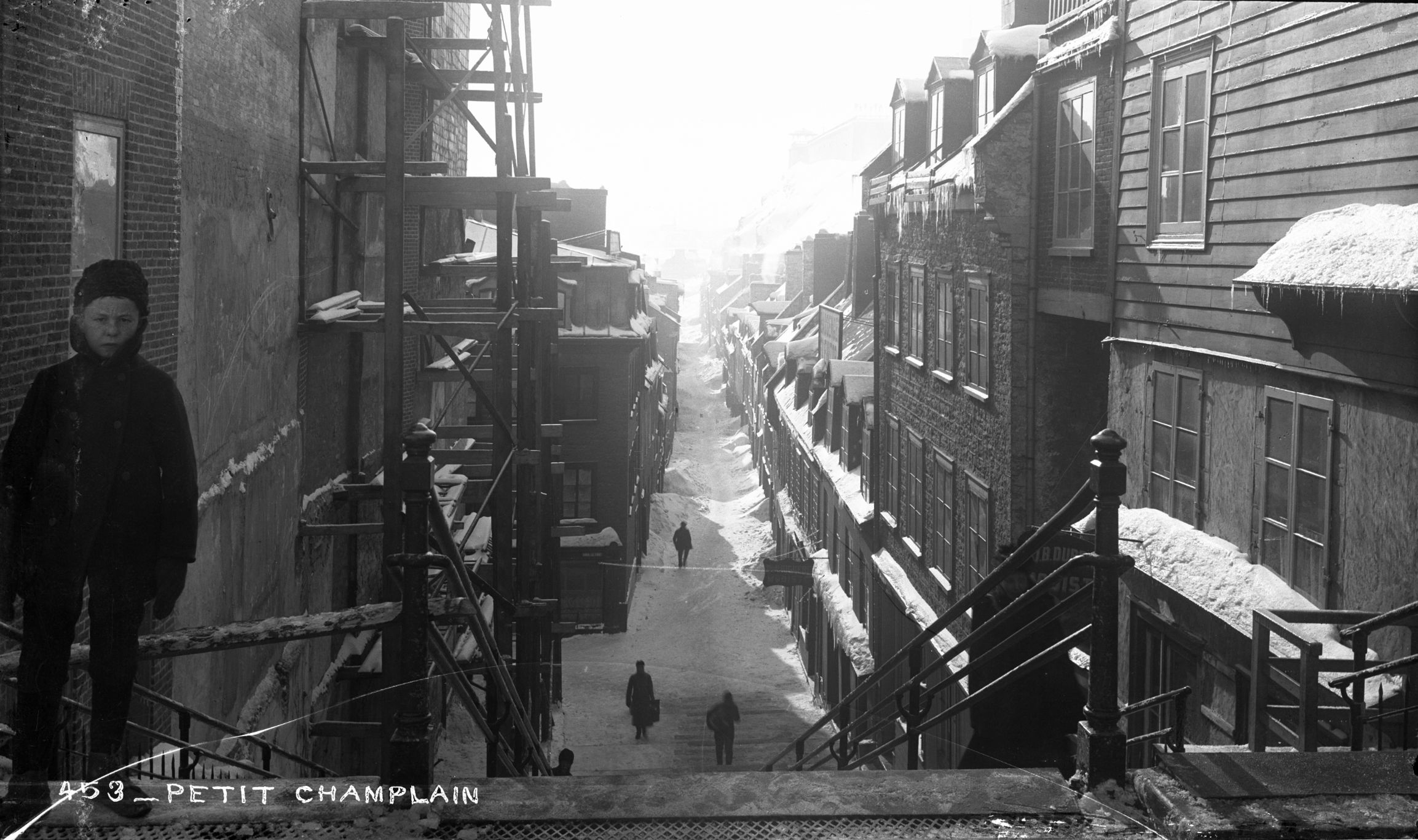
vers 1900
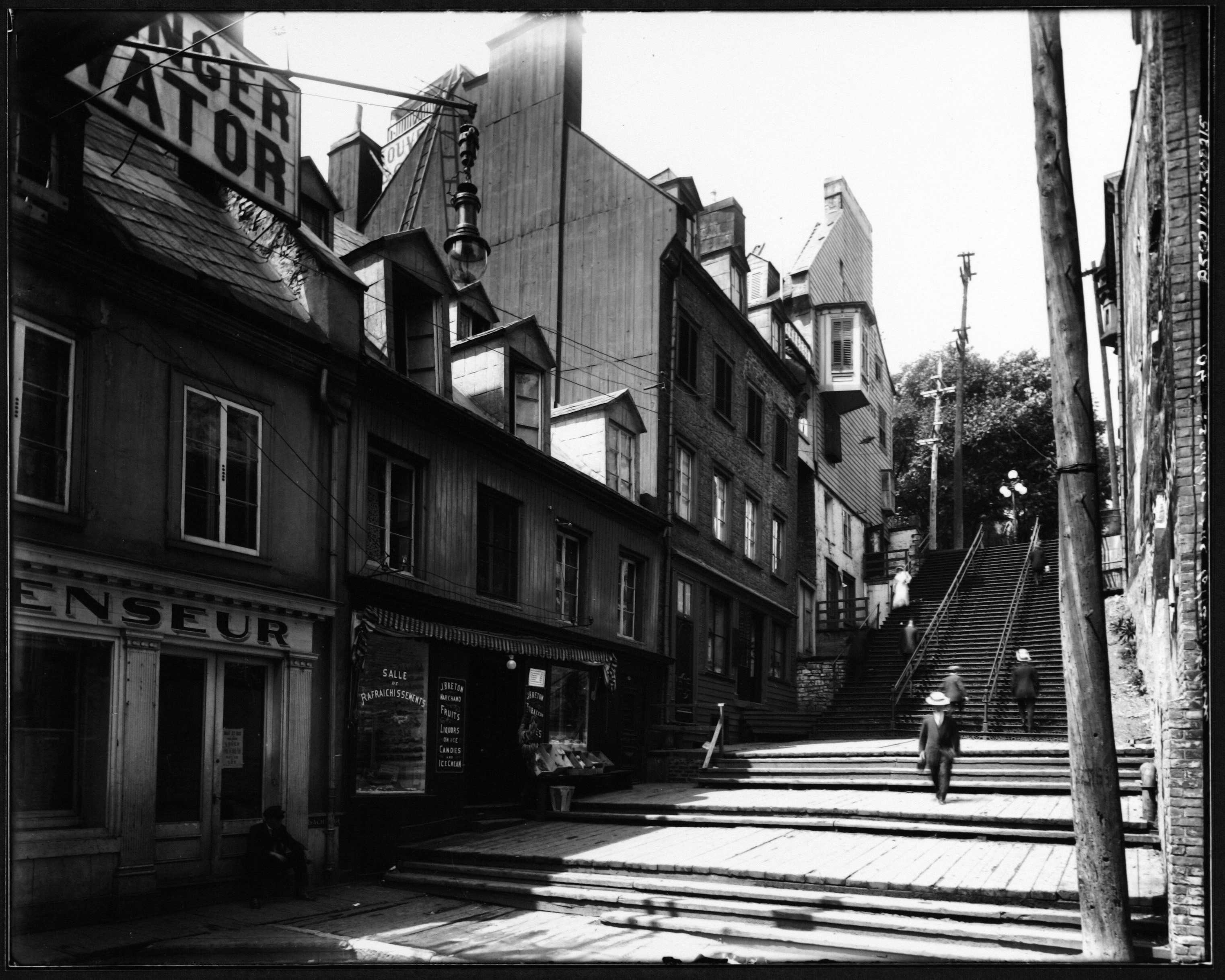
vers 1900
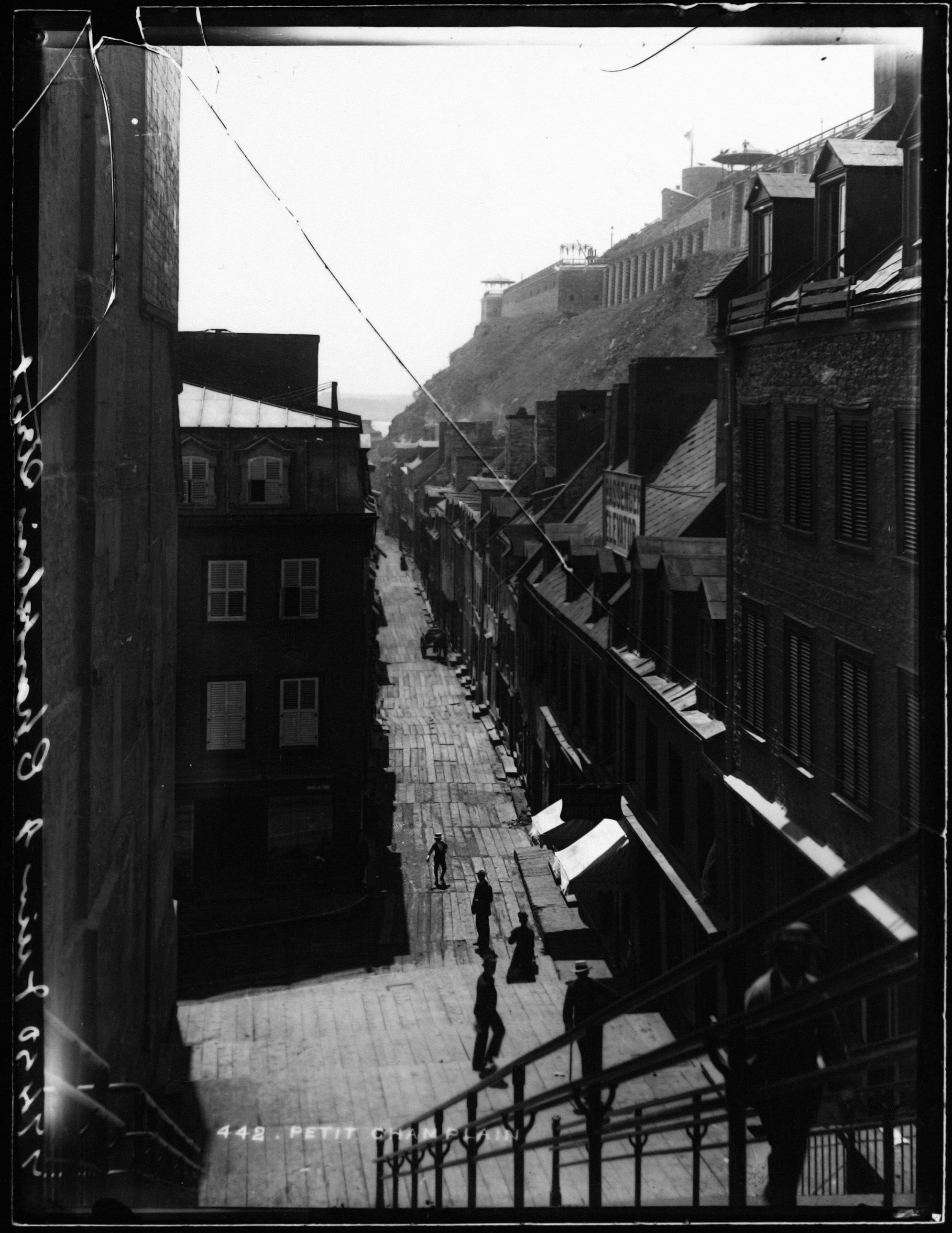
vers 1900
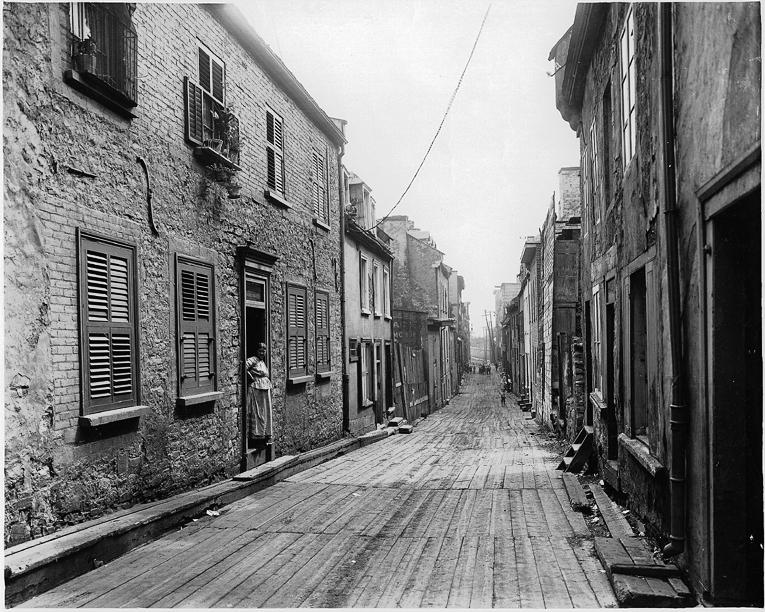
1916
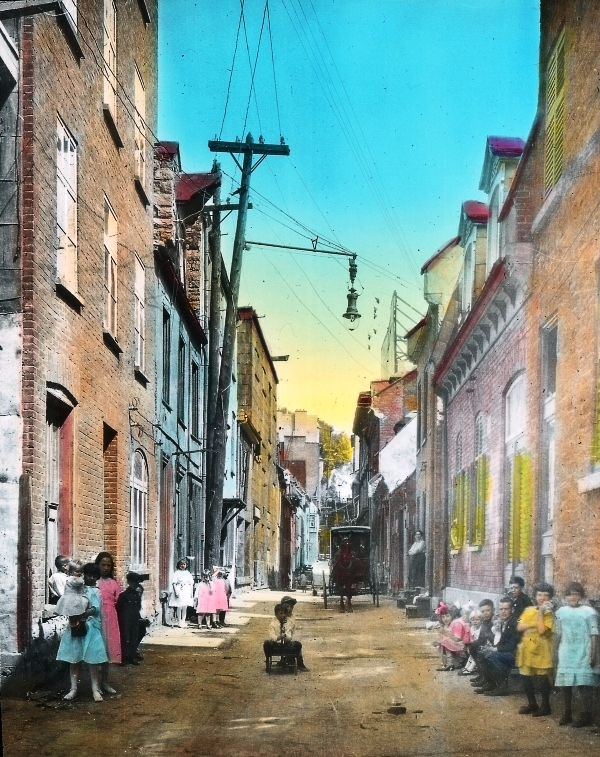
1923
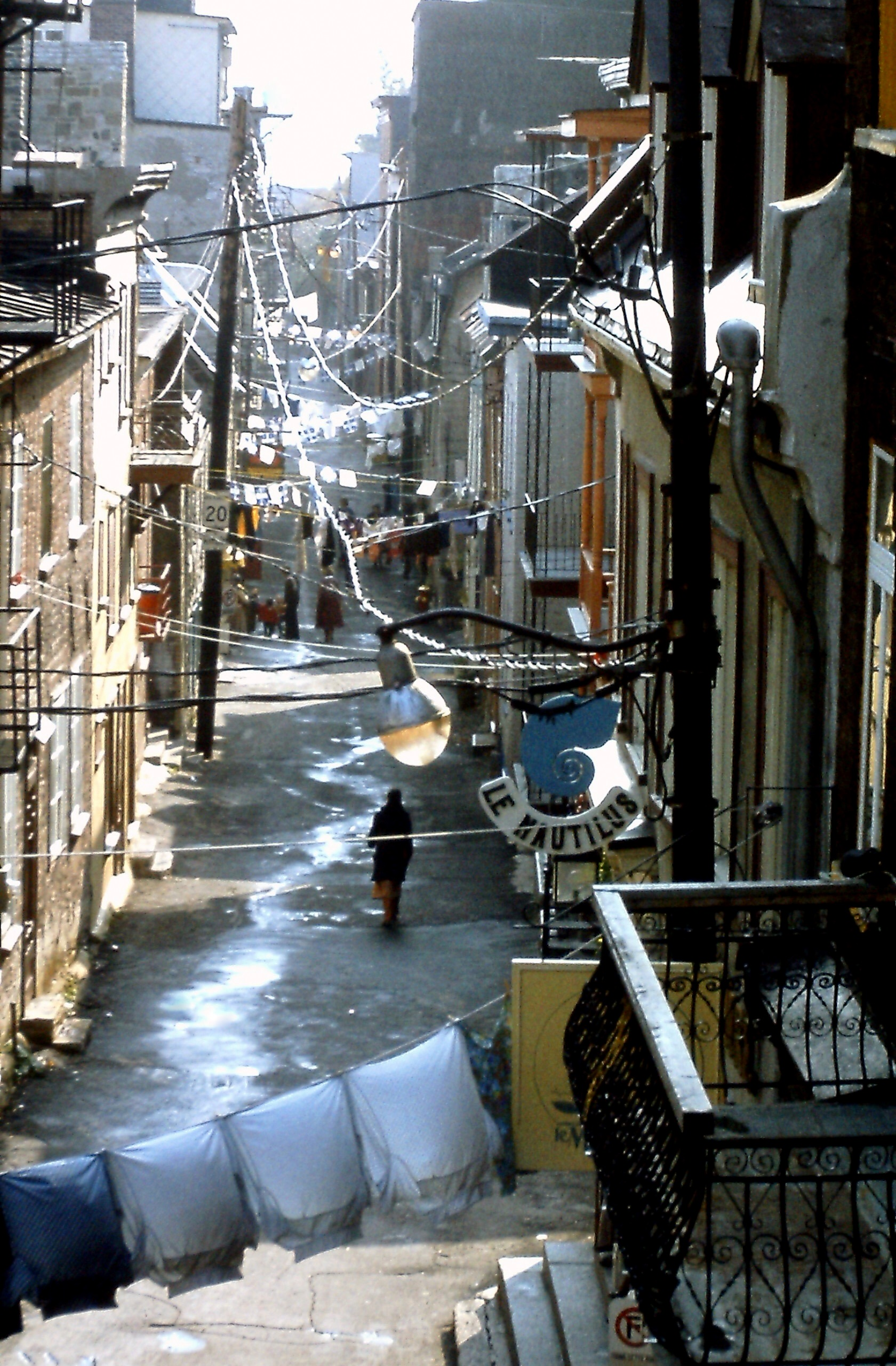
1978
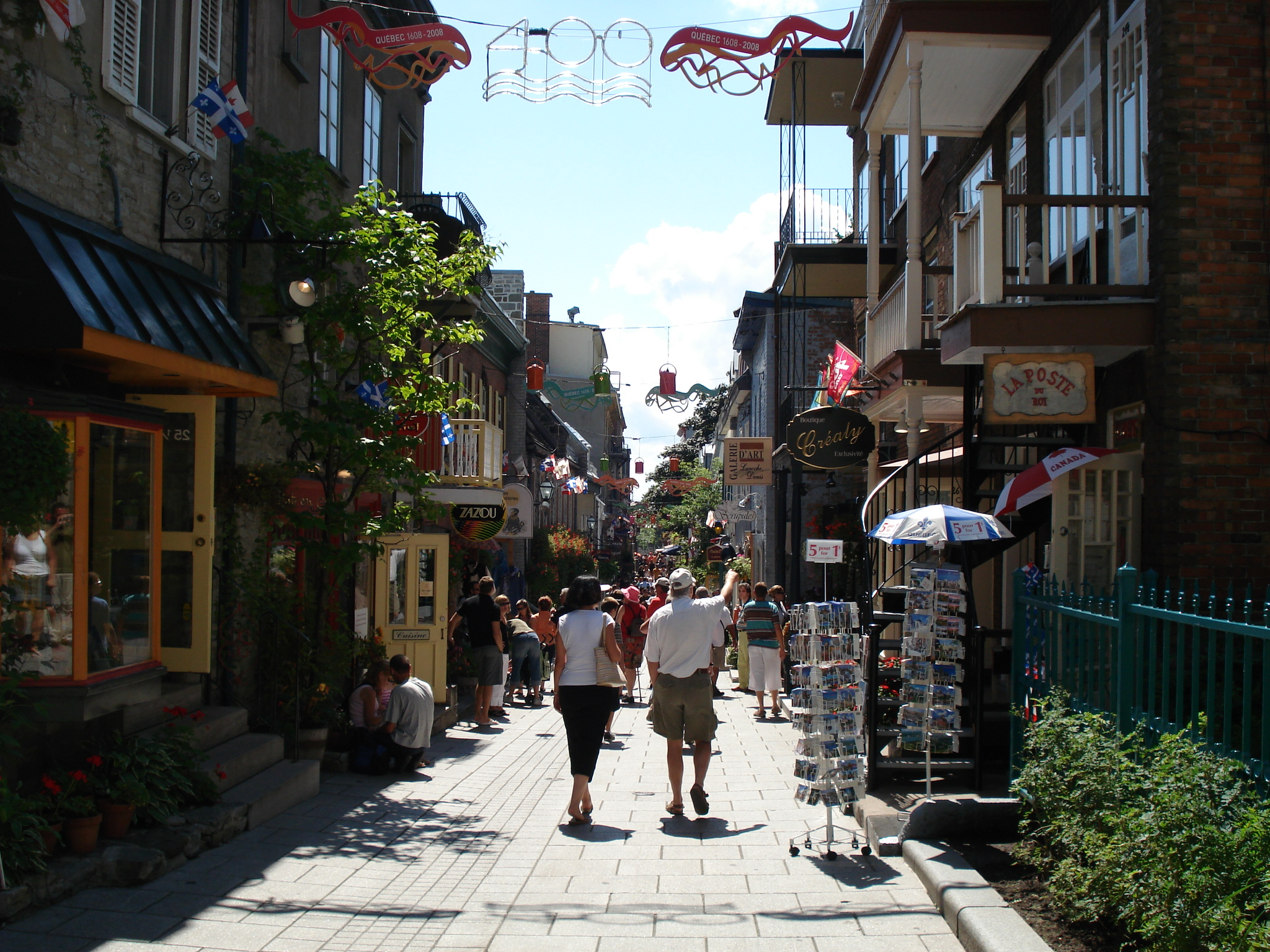
2008

## Bâtiments remarquables et lieux de mémoire

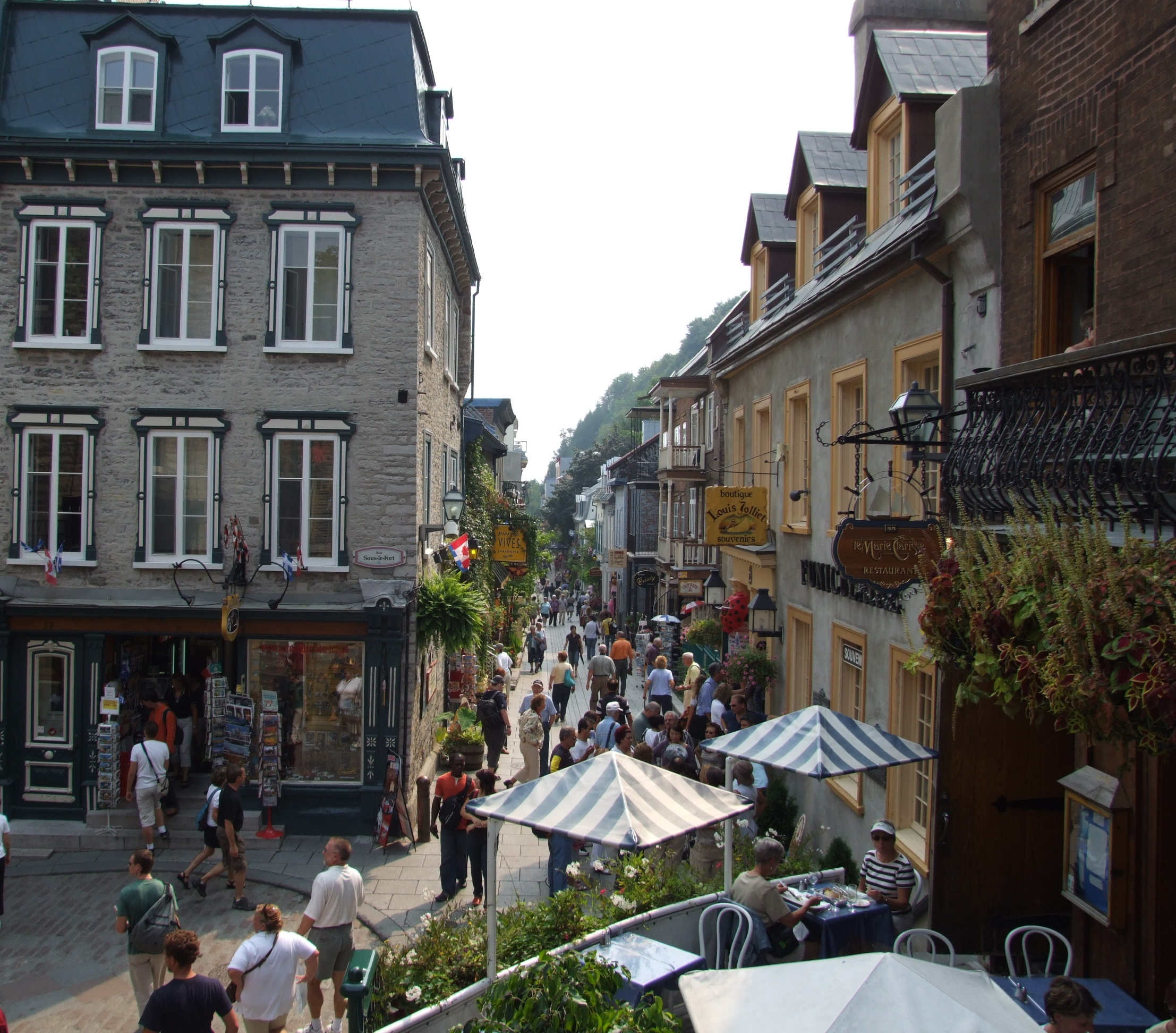
La rue du Petit-Champlain vue de l'escalier casse-cou

### Fresque de la rue du Petit-Champlain
La fresque dessinée sur le mur d'une maison qui appartient aujourd'hui à la Coopérative des artisans et commerçants du quartier Petit Champlain, est un trompe-l'œil de 100 mètres carrés. Elle se trouve au 102, rue du Petit-Champlain et représente la vie du quartier, les bombardements de 1759, les incendies et les éboulements.

### Reconnaissance
La rue du Petit-Champlain a été reconnue « rue la plus remarquable » au niveau canadien, à la fois par le public et le jury, lors de l'édition 2014 du concours Au Canada, c'est ma place ! organisé par l'Institut canadien des urbanistes.